# Bezdružice (stacja kolejowa)
Bezdružice – stacja kolejowa w Bezdružicach, w kraju pilzneńskim, w Czechach. Położona jest na wysokości 580 m n.p.m.
Na stacji istnieje możliwość zakupu biletów na wszystkiego rodzaju pociągi oraz rezerwacji miejsc. 

## Linie kolejowe
- 177 Pňovany - Bezdružice